# Nemanthura valeriae
Nemanthura valeriae là một loài chân đều trong họ Anthuridae. Loài này được Paul & Menzies miêu tả khoa học năm 1971.